# تطور العلاقات بين إيطاليا ويوغسلافيا
 العلاقات بين إيطاليا ويوغوسلافيا هي العلاقات الثقافية والسياسية بين إيطاليا ويوغوسلافيا في القرن العشرين، منذ إنشاء يوغوسلافيا في عام 1918 حتى حلها في عام 1992.

## فترة ما بين الحربين (1918-1940)
في 26 أبريل 1915، وقعت مملكة إيطاليا على معاهدة لندن السرية مع دول الوفاق الثلاثي وهي المملكة المتحدة وفرنسا وروسيا ووفقًا للاتفاقية، كانت إيطاليا عليها ان تعلن الحرب ضد دول التحالف الثلاثي؛ في المقابل، كانت ستتسلم إستريا، شمال دالماتيا وألبانيا. ووافقت مملكة صربيا علي الاتفاق، وأن إيطاليا سوف تستولي علي هذه الأراضي المجرية النمساوية.
في مارس 1918، وقع أنتي ترومبيتش، من اللجنة اليوغوسلافية والممثل الإيطالي، أندريا توري، اتفاقًا ينص بوضوح على أن الحدود الدولية المستقبلية بين مملكة يوغوسلافيا (اتحاد مملكتي صربيا والجبل الأسود ودولة السلوفينيين والكروات و الصرب) ومملكة إيطاليا سيتقرر بطريقة ديمقراطية.
بعد انتهاء الحرب العالمية الأولى وتفكك النمسا والمجر، أصبحت الغالبية العظمى من دالماتيا جزءًا من مملكة الصرب والكروات والسلوفينيين التي تم تشكيلها حديثًا (والتي سميت فيما بعد مملكة يوغوسلافيا).
ومع ذلك، فقد الغيت معاهدة لندن مع توقيع معاهدة فرساي بسبب اعتراضات من الرئيس الأمريكي وودرو ويلسون. وضمت إيطاليا فقط مدينة زارا (زادار)، انتقل عدد كبير من الإيطاليين (زُعم أنه حوالي 20000) من مناطق دالماتيا المخصصة ليوغوسلافيا واستقروا في إيطاليا (خاصة في زارا).
بعد فشل اتفاق الحدود في مؤتمر باريس للسلام، استمرت المناقشات بين مملكة إيطاليا ومملكة يوغوسلافيا. خلال عام 1920، كانت الحكومة الإيطالية تحت ضغط داخلي لتوسيع حدودها كتعويض عادل لضحايا الحرب وديون الحرب. مثال على هذا الضغط هو نشر خطاب مزور يزعم أنه من أبراهام لنكولن إلى ماسيدوني ميلوني، والذي اعترف فيه لنكولن على ما يبدو بكل الساحل بين فينيسيا وكاتارو كأرض وطنية إيطالية. بدا أن العلاقات تتفق مع توقيع معاهدة رابالو وضم إيطاليا لدولة فيومي الحرة.

قوم من فيوم (رييكا الآن) ، داعمون لغابرييل دانيونزيو في سبتمبر 1919. وفي ذلك الوقت، كان في فيوم يشكل نحو 22488 نسمة أي نحو (62 ٪ من السكان) ايطاليون من إجمالي عدد السكان البالغ 35839 نسمة

تأثرت العلاقات مع مملكة يوغوسلافيا بشدة وبقيت متوترة باستمرار، بسبب النزاع على دالماتيا وعلى ميناء مدينة فيومي (رييكا). والتي أصبحت دولة حرة وفقًا لقرارات عصبة الأمم، ولكن استولي عليها بعض المتمردين الإيطاليين بقيادة الكاتب غابرييل دانونسيو. وذلك في عام 1924 ومن ثم تم تقسيم المدينة بين إيطاليا ويوغوسلافيا (معاهدة رابالو). جاءت الفاشية إلى إيطاليا في عام 1922 وتضمنت سياساتهم مسارات العمل الوطنية للإيطالية، والتي بموجبها تقلصت حقوق الأقليات بشدة.
وفي عام 1925، وقع البلدان معاهدة نيتونو، لكنها بقيت حتى عام 1928 قبل أن يتم التصديق عليها في البرلمان اليوغوسلافي، بعد اغتيال ستيبان راديتش.

### قضية ألبانيا
قبل أن يصل لحكم إيطاليا، كان بينيتو موسوليني قد صرح بوضوح عن افكارة بشأن يوغوسلافيا. وكان يخلق فرقًا تجاه مسالة صربيا، حيث صرح بانه «ستتبع إيطاليا دائمًا سياسة ودية مع يوغوسلافيا، لكن لن تكون لها علاقة جيدة إلا إذا قبلت أن مصيرها هو في بحر إيجة وليس لها طموح في البحر الأدرياتيكي». انتهت العلاقة بين الدولتين بعد توقيع اتفاقية الصداقة بين مملكتي إيطاليا وألبانيا في 27 نوفمبر 1926. بهذا الاتفاق، في نظر الملك ألكساندر، دخلت إيطاليا منطقة التأثير اليوغوسلافي ولم يكن موسوليني مهتمًا بالاحتجاجات الدبلوماسية من بلغراد؛ ثم وقعت يوغوسلافيا اتفاقية عسكرية سرية مع فرنسا في 11 نوفمبر 1927.
خلال هذا الوقت جري أول اتصال بين أنتي بافيليتش (الذي أراد مساعدة إيطالية لتدمير يوغوسلافيا) وإنشاء كرواتيا مستقلة مع ممثلين رسميين من إيطاليا. بعد إعلان الدكتاتورية في يوغوسلافيا، غادر أنتي بافيليتش «بلده» وتوجه إلى المنفى في إيطاليا في أكتوبر 1929. كلفه موسوليني بمهمة التقرب من الانفصاليين الكروات ومساعدة عضو البرلمان الإيطالي فولفيو سوفيتش في عام 1929.
كانت العلاقة السيئة بين المملكتين تظهر بشكل أفضل خلال أحداث 1928 و 1929. حيث ولدت المشاكل الدبلوماسية الأولى عندما أعلن أحمد زوغو من ألبانيا، وبمساعدة إيطالية، نفسه ملكًا للألبان. وكانت غالبية السكان في كوسوفو اليوغسلافية خلال هذه الفترة من الألبان في وجه نظر اليوغسلافيين فأصبح هذا الأمر دعوة لإنشاء ألبانيا الكبرى بمساعدة إيطالية. وتم تأكيد هذه المخاوف في عام 1929 عندما رفضت إيطاليا التوقيع على اتفاقية صداقة جديدة مع يوغوسلافيا. وفي العام التالي سمحت لأنتي بافيليتش بالعيش في إيطاليا حيث نظم أوستي (وهي حركة فاشية كرواتية مناهضة ليوغوسلافيا).
بدأت يوغوسلافيا مفاوضات سرية مع إيطاليا في أواخر عام 1930. من اجل تشكيل ضغط على بلغراد، ألقى موسوليني بعض الخطب بكلمات ودية تجاه يوغسلافيا" ولكن المطلب الحقيقي كان أن تقبل يوغسلافيا السيطرة الإيطاليه علي ألبانيا وعندما رفض هذا العرض في عام 1932، بدأت يوغوسلافيا في البحث عن حلفاء جدد ضد إيطاليا. ونتيجة لذلك، وقعت يوغوسلافيا اتفاقية تجارية مع ألمانيا هتلر في مارس 1934.

### السنوات التاليه
قُتل الملك اليوغوسلافي ألكساندر في 9 أكتوبر 1934 على أيدي أعضاء في المنظمة الثورية المقدونية الداخلية، بمساعدة أوستاش. وتم انتقاد إيطاليا لمساعدتها للمنظمة وتمويلها، وإرسال جميع الأعضاء إلى معسكرات التدريب المغلقة حيث تلقوا الدعم والتدريب الإيطالي.
بناءً على ضغط من فرنسا، لم تثر مملكة يوغوسلافيا مسألة المسؤولية الدولية الإيطالية في عملية القتل قبل عصبة الأمم. وبعد وصول ميلان ستوجادنوفيتش إلى السلطة، تحسنت العلاقة بين المملكتين. وتم توقيع اتفاقية تجارية في 1 أكتوبر 1936، أعقبتها مفاوضات جديدة أدت إلى توقيع المزيد من الاتفاقات في 25 مارس 1937 تنص على بدء علاقة ودية رسميًا. كما تم التوقيع على اتفاقية لتسوية جميع القضايا الحدودية، في حين قدمت إيطاليا معلومات إلى يوغوسلافيا حول هويات ومكان إقامة 510 من أعضاء أوستاش. وفي عام 1939، تفاوض غالياسو سيانو مباشرة مع ميلان ستوجادنوفيتش على ضم ألبانيا من قبل إيطاليا. في تلك المناسبة، قام الوصي اليوغوسلافي الأمير بافل بإطلاق النار على ميلان ستوجادنوفيتش واعتقاله؛ ومنذ ذلك الحين تدهورت العلاقات الإيطالية اليوغوسلافية بسرعة مرة اخري.
في العامين الأخيرين قبل بدء الحرب العالمية الثانية، قطعت إيطاليا تقريباً العلاقات الدبلوماسي مع يوغوسلافيا وبدأت مفاوضات مع ألمانيا كما استدعت إيطاليا الجنرال غامبارا من إسبانيا في عام 1940 حتى يتمكن من السيطرة على القوات التي ستهاجم بانوفينا في كرواتيا (مقاطعة يوغوسلافيا). تم تأجيل هذا الهجوم فقط بسبب إعلان الحرب الإيطالية ضد فرنسا في 10 يونيو 1940. ووضعت إيطاليا خططًا للهجوم على يوغوسلافيا في فبراير 1940 بهدف رئيسي هو الاستيلاء على شيبينيك، وسبليت، وكوتور، بحيث يتم السيطرة علي الوضع في البحر الأدرياتيكي. كانت المشكلة الوحيدة في هذه الخطة هي أن هتلر أراد إنشاء تحالف بين المملكتين (إيطاليا ويوغسلافيا) ضد اليونان. خلال المفاوضات في أواخر عام 1940، عرضت إيطاليا تسليم سالونيك ليوغوسلافيا ولكن تم رفضها. ولكن عندما قدم هتلر عرضًا مشابهًا في مارس 1941، تم قبوله، وأصبحت يوغوسلافيا عضوًا في قوى المحور في 25 مارس 1941.ولكن هتلر أمر بشن هجوم على يوغوسلافيا في أعقاب الانقلاب الذي وقع في 27 مارس؛ بعد يومين طلب رئيس الوزراء اليوغوسلافي الجديد، دوسان سيموفيتش، مساعدة إيطالية في إعادة العلاقات مع ألمانيا. حذر سيموفيتش إيطاليا من أن يوغسلافيا سوف تستولي على ألبانيا الإيطالية في حال إذا ما أعلنت قوى المحور الحرب علي يوغسلافيا. ولكن بالاخير اشتعلت تلك الحرب في 6 أبريل 1941 لتنتهي بتدمير المملكة اليوغسلافية في 17 أبريل.

## الحرب العالمية الثانية (1940-1945)

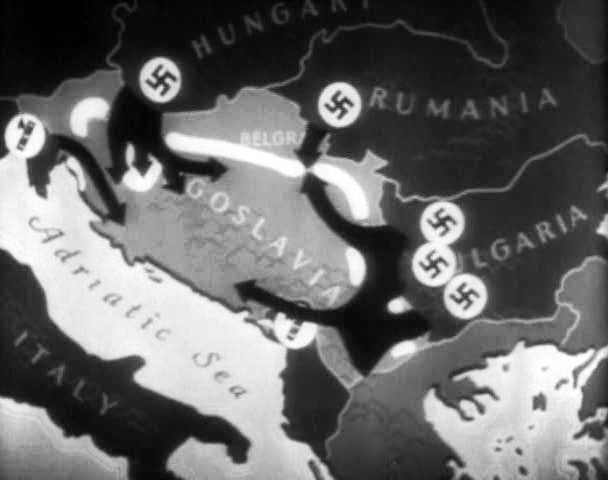
لقطة شاشة من رسم متحرك يصور غزو المحور ليوغوسلافيا من سلسلة " لماذا نقاتل"

### الغزو الإيطالي الألماني ليوغوسلافيا
كان غزو يوغوسلافيا (التوجيه 25 - الاسم الرمزي أو العملية 25) هو هجوم قوى المحور على مملكة يوغوسلافيا التي بدأت في 6 أبريل 1941 أثناء الحرب العالمية الثانية. انتهى الغزو مع الاستسلام الغير مشروط للجيش اليوغوسلافي الملكي في 17 أبريل 1941، وضم قوات المحور واحتلالها للمنطقة وإنشاء دولة كرواتيا المستقلة (نيزافيسنا دريفا هرافاتسكا).
عبر الجيش الإيطالي الثاني الحدود بعد فترة وجيزة من القوات الألمانيه. وواجهوا الجيش اليوغسلافي السابع. واجه الإيطاليون مقاومة محدودة واحتلوا أجزاء من سلوفينيا وكرواتيا وساحل دالماتيا. بالإضافة إلى الجيش الثاني الإيطالي، كان لإيطاليا أربعة فرق من الجيش التاسع على الحدود اليوغوسلافية مع ألبانيا. كانت هذه التشكيلات موجودة في حال الهجوم اليوغوسلافي على تلك الجبهة. رافق حوالي 300 متطوع من أوستاس تحت قيادة أنتي بافيليتش الجيش الإيطالي الثاني أثناء الغزو؛ وايضا نفس العدد من أوستاس تم ارسالهم مع الجيش الألماني وحلفاء آخرين من المحور.
تأسست دولة كرواتيا المستقلة في 10 أبريل 1941، بعد غزو يوغوسلافيا من قبل قوى المحور.ض

### نهاية الحرب

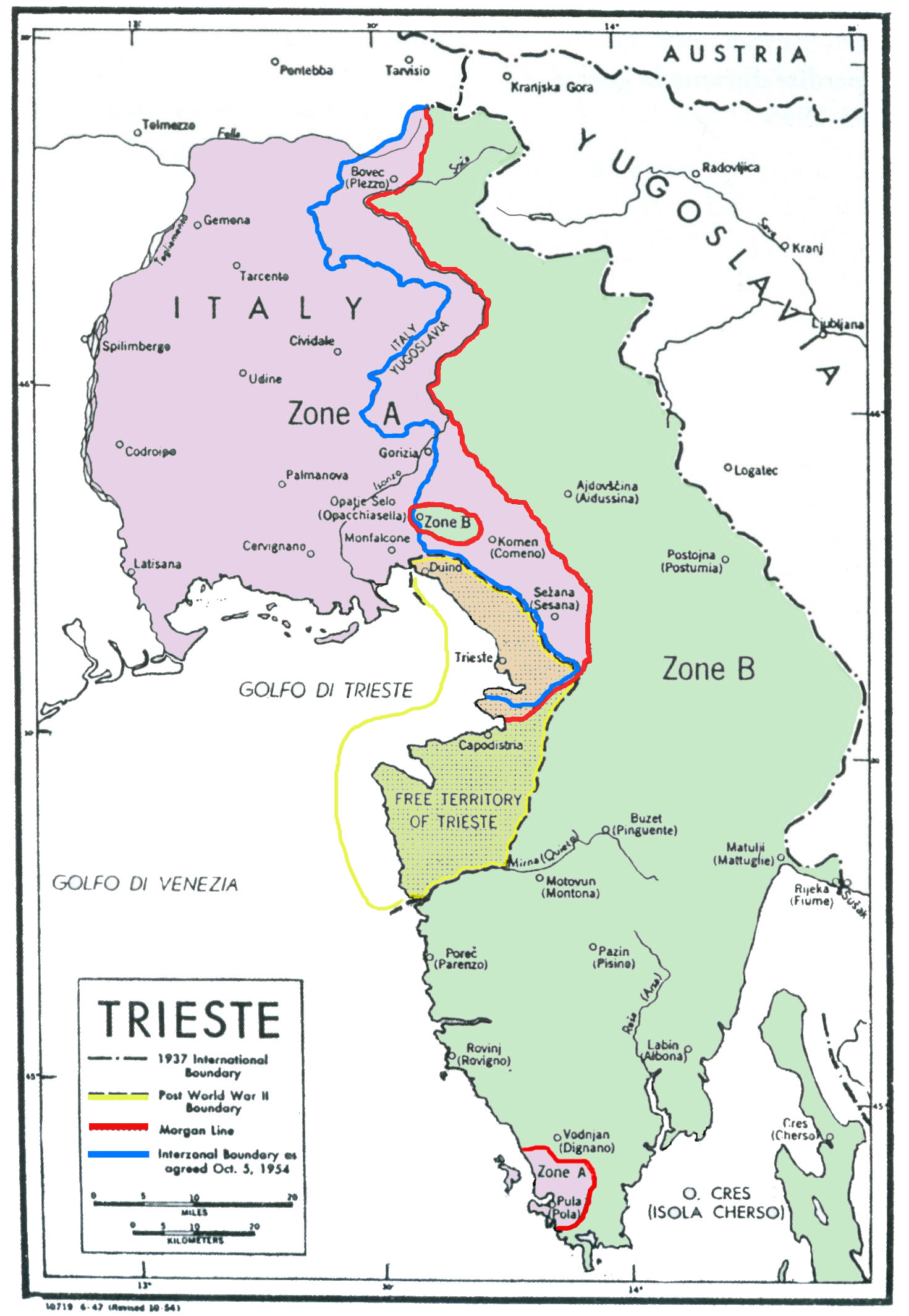
تقسيم جوليان مارس بين يونيو 1945 وسبتمبر 1947، مع خط مورغان باللون الأحمر.

عندما انهار النظام الفاشي في عام 1943 واستسلمت إيطاليا، احتلت القوات الألمانية أراضيها الحدودية الشرقية، دخل الجيش اليوغوسلافي الرابع مع الفيلق التاسع السلوفيني تريست في 1 مايو 1945. ووصلت الفرقة الثانية (النيوزيلندية) التابعة للجيش الثامن البريطاني وفي اليوم التالي أجبرت إيطاليا على تسليم 2000 جندي من الجيش الألماني تمسكوا في تريست. لاحقا تطورت هدنة مضطربة بين قوات الحلفاء والقوات اليوغوسلافية التي تحتل المنطقة حتى اقترح الجنرال البريطاني السير ويليام مورغان تقسيم الإقليم وسحب القوات اليوغسلافية من المنطقة التي يحتلها الحلفاء. وافق جوسيب بروز تيتو من حيث المبدأ في 23 مايو، حيث كان الفيلق الثالث عشر البريطاني ينتقل إلى خط الترسيم المقترح. ومن ثم تم توقيع اتفاقية في دوينو في 10 يونيو، لإنشاء خط مورغان. انسحب الجنود اليوغوسلافيين بحلول 12 يونيو 1945.
تميزت نهاية الحرب على الحدود الإيطالية اليوغوسلافية، بعد الاستسلام الإيطالي في 8 سبتمبر 1943، بعمليات الإبادة الجماعية (التي ارتكبها الثوار اليوغوسلاف) والتي وقعت أساسًا في استريا من عام 1946 إلى عام 1949، والهجرة الاستيرية وقضية تريست.
تشير الهجرة الاستريالية - الدلماسية إلى رحيل الإيطاليين من إستريا ورييكا (فيوم) ودالماسيا بعد الحرب العالمية الثانية. في ذلك الوقت، كانت هذه الأراضي جزءًا من جمهورية يوغوسلافيا الاتحادية الاشتراكية. وطبقًا لبعض المصادر، فقد تم التحريض على الهجرة من قبل الحكومة اليوغوسلافية،  في حين قدمت الحكومة الإيطالية حوافز للهجرة. كانت هذه المناطق مختلطة عرقيا، مع الإيطالية والسلوفينية والكرواتية والصربية وغيرها من العرقيات. تم ضم إستريا، بما في ذلك رييكا وأجزاء من دالماتيا، بما في ذلك زادار، إلى إيطاليا بعد الحرب العالمية الأولى. وتعتبر المصادر الإيطالية أن 250,000 / 270,000 من أصل إيطالي و (بعض الآلاف) من السلوفينيين والكرواتيين المناهضين للشيوعية اليوغسلافيا، اضطروا إلى مغادرة المناطق في في أعقاب الصراع.
تم إنشاء إقليم ترييستي الحر بناءً على طلب مجلس الأمن التابع للأمم المتحدة بموجب قراره رقم 16 المؤرخ 19 يناير 1947، بموجب المادة 24 من ميثاق الأمم المتحدة، الذي يدعو إلى إنشاء دولة مستقلة في ترييستي والمنطقة المحيطة بها. كان من المقرر أن يتم الاعتراف بموجب القانون الدولي بقانون دائم يقنّن أحكامه عند تعيين حاكم دولي معتمد من الدول المختلفة. في 15 سبتمبر 1947، تم التصديق على اتفاق بين الأمم المتحدة وإيطاليا، وإنشاء إقليم تريست الحر. وكانت اللغات الرسمية للاقليم السلوفينية والإيطالية والكرواتية. ومع ذلك، لم تحصل المنطقة على حكمها الذاتي المخطط له ليتم تقسيم المنطقة لاحقا إلي منطقتين كما هو مقرر في خط مورغان: المنطقة أ، التي كانت 222.5   كم 2 وكان عدد سكانها 262406 نسمة بما في ذلك تريست، تحت إدارة القوات البريطانية والأمريكية، في حين أن المنطقة ب، التي كانت 515.5   كيلومتر مربع مع 71000 من السكان بما في ذلك شمال غرب استريا، كان يديرها الجيش الوطني اليوغوسلافي.
في الفترة ما بين أكتوبر 1947 ومارس 1948، رفض الاتحاد السوفيتي اثني عشر شخص ترشح لمنصب الحاكم، وفي هذه المرحلة أصدرت الدول الثلاثية (الولايات المتحدة والمملكة المتحدة وفرنسا) مذكرة إلى موسكو وبلغراد في 20 مارس 1948، أوصت فيها بان يتم إعادة تسليم الأراضي المتنازع عليها لتكون تحت السيادة الإيطالية. ولم يتم تعيين أي حاكم على الإطلاق للمنطقة كما كانت قد قررت الأمم المتحدة. وبالتالي فإن الإقليم لم يكن دولة مستقلة حقيقية. ومع ذلك، فقد تم احترام وضعها الرسمي بشكل عام وأصدر الإقليم الطوابع البريد الخاصة به أدى الانفصال بين حكومة تيتو واتحاد الجمهوريات الاشتراكية السوفياتية في منتصف عام 1948 إلى اقتراح إعادة الأراضي إلى إيطاليا حتى عام 1954.

## الحرب الباردة (1945-1989)
كانت جمهورية يوغوسلافيا الاتحادية في يوغوسلافيا واحدة من دولتين أوروبيتين فقط تم تحريرهما من قبل قواتها الوطنية خلال الحرب العالمية الثانية، بمساعدة محدودة ومشاركة من الحلفاء. وتلقت يوغسلافيا دعما من الديمقراطيات الغربية والاتحاد السوفيتي علي حد سواء، وحتي نهاية الحرب الباردة لم تتمركز أي قوات أجنبية على أراضي يوغسلافيا . نتيجة لذلك، وجدت البلاد نفسها في المنتصف بين المعسكرين في بداية الحرب الباردة.
في 1947-1948، حاول الاتحاد السوفيتي التحكم بقرارات يوغوسلافيا وفي المقام الأول قضايا السياسة الخارجية، مما أدى إلى انقسام تيتو ستالين وكادت ان تشغل الصراع المسلح. تلا ذلك فترة من العلاقات الممتازة مع الاتحاد السوفيتي، والتي خلالها نظرت الولايات المتحدة والمملكة المتحدة في إقناع يوغوسلافيا بالدخول إلى حلف الناتو المشكل حديثًا. ولكن ذلكتغير في عام 1953 مع أزمة تريست، وهي نزاع بين يوغوسلافيا والحلفاء الغربيين حول الحدود اليوغسلافية الإيطالية (انظر إقليم تريست الحر)، نتج عن هذا الموقف المتناقض في بداية الحرب الباردة ظهور سياسة عدم الانحياز الخارجية التي تبنتها يوغوسلافيا بنشاط حتى تفكك يوغسلافيا.
تم حسم قضية وضع تريست أخيرًا مع معاهدة أوسيمو، الموقعة في 10 نوفمبر 1975 من قبل جمهورية يوغوسلافيا الاتحادية الاشتراكية والجمهورية الإيطالية في أوسيمو، إيطاليا، لتقسيم إقليم تريستا الحر بين الدولتين. كُتبت المعاهدة باللغة الفرنسية وأصبحت سارية في 11 أكتوبر 1977. استندت إلى مذكرة التفاهم الموقعة في لندن في عام 1954، والتي سلمت الإدارة المدنية المؤقتة [بحاجة لمصدر] للمنطقة A إلى إيطاليا والمنطقة B إلى يوغوسلافيا. معاهدة أوسيمو جعلت الموقف نهائيًا [بحاجة لمصدر] . أصبحت المنطقة أ، بما في ذلك مدينة تريست، مقاطعة تريست الإيطالية، ولكن منحت يوغوسلافيا حرية الوصول إلى ميناءها.

## حل يوغوسلافيا
تزامنت فترة تفكك يوغوسلافيا مع موسم من الفضائح السياسية والاضطرابات في إيطاليا مما أدى إلى توحيد نظام الأحزاب الإيطالية وضعف عام مؤقت في السياسة الخارجية الإيطالية.
في هذا الإطار الزمني القصير، دعمت إيطاليا بشكل أساسي تحركات حلفائها في الأزمة اليوغوسلافية، مثل المبادرة الألمانية في فبراير 1991، المستوحاة من الولايات المتحدة، لتهديد العزلة الاقتصادية ليوغوسلافيا في غياب انتخابات متعددة الأحزاب. في عام 1992، وبعد الولايات المتحدة، الفاتيكان، والمفوضية الأوروبية، اعترفت إيطاليا باستقلال سلوفينيا وكرواتيا. كما اعترفت إيطاليا بالبوسنة والهرسك ومقدونيا.

## بعد انهيار الاتحاد اليوغسلافي
- العلاقات بين كرواتيا وإيطاليا
- العلاقات بين إيطاليا وسلوفينيا
- العلاقات بين إيطاليا وصربيا